# Cryptophoranthus
 Cryptophoranthus es un género con 67 especies de orquídeas originarias de Sudamérica.
Sus especies anteriormente estaban colocadas en el género Pleurothallis, sin embargo, en mayo de 2006, Carlyle A. Luer, erudito de las Pleurothallidinae, publicó una revisión sustancial del género y convirtió en géneros a muchos de sus subgéneros anteriores. 

## Descripción
De acuerdo con la descripción original de João Barbosa Rodrigues, se caracteriza a este género de plantas por las flores que tienen los sépalos unidos tanto en la base como en el ápice, formando dos ventanas laterales, por donde entran los insectos polinizadores.
Es una orquídea rastrera cespitosa  con vainas glabras. Las hojas son más o menos carnosas, que van desde poco más de una pulgada a cerca de ocho pulgadas de largo. La inflorescencia es corta, cerca de las raíces de la planta, o cuando está fláccida y  se mantiene en contacto con el sustrato, eventualmente también medio oculto por las hojas.
Las flores son casi siempre oscuras, púrpuras o verdes, por lo general pubescentes externamente. Los sépalos pueden tener quillas pero estas no son muy prominentes, son obovadas o espatuladas, y se adjuntan en la base y también más o menos pegadas o adheridas al ápice. El labio es generalmente triangular, libre de la columna y, a veces articulada a esta.

## Distribución y hábitat
Incluye doce especies diminutas  que se encuentran en el suroeste y el sur de Brasil y norte de Argentina. Son epífitas que aparecen en los bosques sombríos saturados de humedad.

## Evolución, filogenia y taxonomía
El género Cryptophoranthus fue propuesto por João Barbosa Rodrigues en Genera et Especies Orchidearum Novarum 2: 79 en 1881, basando su descripción en dos especies previamente descritas por él mismo y clasificadas en el género Pleurothallis. En 1939, Cryptophoranthus fenestratus (Barb. Rodr.) Barb.Rodr. fue designada su especie tipo.

## Etimología
El nombre del género deriva del griego y significa escondidas las flores, es una referencia tanto en las inflorescencias cortas, y a que por el corto ramicaule estas especies, se terminan ocultando sus flores.

## Sinonimia
- Pleurothallis secc. Cryptophoranthae Luer, Monogr. Syst. Bot. Missouri Bot. Gard 20: 16. 1986.

## Especies
1. Cryptophoranthus cryptanthus (Barb.Rodr.) Barb.Rodr. (1881).
2. Cryptophoranthus fenestratus (Barb.Rodr.) Barb.Rodr. (1881).
3. Cryptophoranthus jordanensis Brade (1939).
4. Cryptophoranthus juergensii Schltr. (1925).
5. Cryptophoranthus kautskyi Pabst (1976).
6. Cryptophoranthus langeanus (Kraenzl.) Garay (1953).
7. Cryptophoranthus maculatus (N.E.Br.) Rolfe (1889).
8. Cryptophoranthus minimus Cogn. (1906).
9. Cryptophoranthus minutus Rolfe (1895).
10. Cryptophoranthus punctatus Barb.Rodr. (1881).
11. Cryptophoranthus similis Schltr. (1919).
12. Cryptophoranthus spicatus Dutra (1933).